# Cană

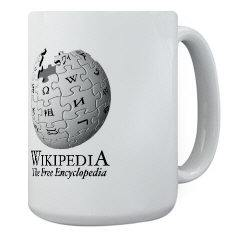
Cană cu logo-ul Wikipediei

O cană este un vas cu toartă folosit la băut precum și la scos lichide dintr-un vas mai mare. Este deseori folosită pentru băuturi fierbinți precum cafea, ceai, ciocolată caldă, vin fiert sau supă. Ele pot fi făcute dintr-o mare varietate de materiale, printre care ceramică, sticlă (Pyrex), plastic, porțelan, metal, etc. Cănile din perioada antică erau făcute din lemn, os sau lut. Aplicarea decorațiunilor se face prin mai multe tehnici, printre care serigrafie sau pictare manuală.

## Istorie
Căni din lemn au fost produse încă din primele zile ale prelucrării lemnului, dar cele mai multe dintre ele nu au sau păstrat pînă în prezent.
Prima cană din ceramică a fost modelată manual și a fost facilitată ulterior de inventarea olăritului (data necunoscută, între 6500 și 3000 î.Hr.). De exemplu, în Grecia a fost găsită o cană de lut decorată, destul de avansată, din 4000–5000 î.Hr.

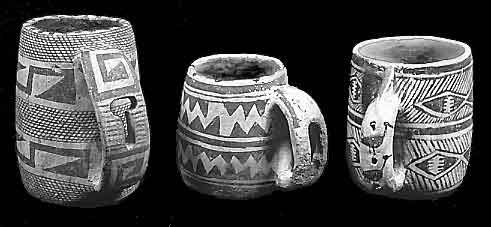
Căni Ancestral Pueblo (Anasazi) din SW Colorado, realizate între 1000 și 1280 d.Hr..

Cel mai mare dezavantaj al acelor căni de lut erau pereții groși nepotriviți pentru gură. Pereții au fost subțiri odată cu dezvoltarea tehnicilor de prelucrare a metalelor. Cănile de metal au fost produse din bronz, argint, aur și chiar plumb, începând cu aproximativ 2000 î.Hr., dar erau greu de folosit cu băuturi calde.
Invenția porțelanului în jurul anului 600 CE în China a adus o nouă eră a cănilor cu pereți subțiri, potrivite atât pentru lichide reci, cât și pentru lichide fierbinți, de care se bucură astăzi.